# Alteutha interrupta
Alteutha interrupta is een eenoogkreeftjessoort uit de familie van de Peltidiidae. De wetenschappelijke naam van de soort is voor het eerst geldig gepubliceerd in 1845 door Goodsir.